# Эта Змееносца
Эта Змееносца (η Ophiuchi, η Oph, η Змееносца, Sabik, Сабик) — двойная звезда в созвездии Змееносца. Имя Сабик происходит из арабского языка и относится к тому, что «предшествует», и должно быть, связано с положением Сабика в конце потока звёзд внизу созвездия.
Являясь звездой второй величины (2,43m) и второй самой яркой звездой в Змееносце после Рас Альхаге (Альфа Змееносца), Сабик всё-таки получил название Эта от Байера. Аномалия является результатом обозначения Байером греческими буквами не столько в порядке яркости звёзд в созвездии, сколько в порядке расположения: Альфа, Бета и Гамма лежат на северном конце растянувшейся фигуры, в то время как Дельта через Эту образуют Змея. Сабик самая южная звезда в созвездии. 
В 2016 году Международный астрономический союз организовал Рабочую группу по звёздным именам (WGSN) , для того чтобы каталогизировать и стандартизировать собственные имена звёзд. WGSN утвердил имя Сабик (Sabik) для этой звезды 21 августа 2016 года, и оно было внесено в Каталог звёздных имен МАС .

## Свойства
Эта Змееносца   — это двойная система, которую трудно разрешить в любительские телескопы, и чья истинная природа была определена с использованием более совершенных методов. Первичная звезда, на самом деле, лишь немногим больше и горячее, чем её спутник. По отдельности каждая звезда является довольно обычной звездой главной последовательности спектрального класса А, но в качестве двойной звезды они весьма необычны. Каждая звезда вращается вокруг общего центра масс по высокоэллиптической орбите, что делает маловероятным образование планет в этой системе. Правда, надо признать, что некоторые данные о звёздах неточны. 
Звёзды вращаются друг вокруг друга по орбите с периодом 88 лет. Максимальный угловой орбитальный размер составляет всего 1,3 секунды дуги, и, как правило, гораздо ближе, этого. С расстояния 88 световых лет (т.е. от Солнца) 1,3 секунды соответствует 33,5 а. е., что немного дальше, чем Нептун удалён от Солнца. Наиболее необычным аспектом системы является очень высокий эксцентриситет орбиты — 0,94, что означает, что звёзды, то приближаются друг к другу на расстояние 2 а.е. (что на 0,5 а.е. дальше, чем расстояние от Солнца до Марса), а затем, 44 года спустя, расходятся на расстояние 65 а.е. (что более чем в 1,5 дальше, чем Плутон находится от Солнца). Гравитационные возмущения, вызванные такой орбитой, сделают планеты невозможными (и действительно, нет никаких доказательств существования планет, образовавшихся из околозвёздной пыли). 
В остальном же звёзды довольно обыкновенные. Более яркая звезда имеет температуру около 8 900 К, светимость в 35 раз больше, чем у Солнца, и радиус в 2,5 раза больше солнечного. Более холодная звезда на 300 К холоднее, и в 21 раза ярче, в 2,0 больше, чем Солнце. Массы звёзд могут быть вычислены из их светимости и температуры, что даёт 2,3 и 2,0 массы Солнца для более яркой и более слабой звезды, соответственно или из третьего закона Кеплера, что даёт сумму масс 4,8 солнечных. 
Есть некоторые свидетельства того, что одна звезда или обе имеют увеличенную металличность, что довольно необычно для  медленно вращающихся звёзд А класса (всего около 30 км/сек), что является результатом химической диффузии в атмосферах звёзд.
Эта Змееносца   — северная полярная звезда планеты Уран .

## В китайской астрономии
В китайской традиции эта звезда считается частью 天市左垣 (Tiān Shì Zuǒ Yuán), что означает «Левая стена небесного рынка», которая относится к астеризму, представляющему одиннадцать старых царств в Китае, которые отмечают левую границу стены, состоящую из Эта Змееносца, Дельта Геркулеса, Лямбда Геркулеса, Мю Геркулеса, Омикрон Геркулеса, 112 Геркулеса, Дзета Орла, Тета Змеи, Эта Змеи, Ню Змееносца и Кси Змеи. Соответственно, сама Эта Змееносца известна как 天市左垣十一 (Tiān Shì Zuǒ Yuán shíyī, англ. the Eleventh Star of Left Wall of Heavenly Market Enclosure), что означает «Одиннадцатая звезда левой стены небесного рынка») и, соответственно, представляющая царство Сун .

## Названые в честь Сабика
Грузовое судно Военно-морского флота США было названо в честь Сабика.